# Villano IV
Tomás Díaz Mendoza (nacido el 9 de abril de 1965) es un luchador profesional mexicano conocido como Villano IV. Es muy conocido por haber participado en el Consejo Mundial de Lucha Libre (CMLL), Universal Wrestling Association (UWA), la International Wrestling Revolution Group (IWRG), Asistencia Asesoría y Administración (AAA) y en la World Championship Wrestling (WCW). En octubre de 2022 perdió su máscara frente a Pentagón Jr. Esto lo convirtió en ser el últímo luchador de la dinastía de los Villanos en perder la máscara.

## Carrera

### Primeros años (1982-1996)
Tomás Mendoza comenzó a luchar en 1982 después de haber sido enseñado por su padre y su hermano mayor Arturo. No le dieron el nombre de Villano en su debut, tanto su padre como sus hermanos mayores querían que obtuviera un título universitario y también ganara algo de experiencia en el ring antes de que se le permitiera usar el nombre de Villano. Pasó los primeros años en la lucha libre trabajando como varios personajes enmascarados como Leopardo Negro III y Super Maquina Jr.
En 1983, Tomás Mendoza finalmente recibió la máscara y el nombre de sus hermanos y se convirtió en Villano IV. Inmediatamente comenzó a formar equipo con sus hermanos, especialmente Villano I y Villano V, y se involucró en una disputa acalorada y muy popular con el equipo de tríos de Los Brazos (Brazo de Plata, Brazo de Oro & El Brazo). El 21 de octubre de 1988, Villano I, IV y V derrotaron a Los Brazos en una lucha de apuestas y así desenmascararon a Los Brazos.
A lo largo de los años, Villano IV y sus hermanos han trabajado para Universal Wrestling Association (UWA), Asistencia Asesoría y Administración (AAA) y Consejo Mundial de Lucha Libre (CMLL) y con carreras más cortas con International Wrestling Revolution Group (IWRG) y World Wrestling Association con títulos de parejas y tríos en todas las federaciones.

### World Championship Wrestling (1996-2000)
Villano IV y V comenzaron a trabajar para World Championship Wrestling (WCW) como parte de la afluencia de luchadores en 1996. Villano IV hizo su debut en el evento de World War 3 de 1996 como parte de Three Ring 60 man battle royal. Posteriormente, Los Villanos trabajó principalmente en espectáculos de fin de semana como WCW World Wide y WCW Saturday Night. Los hermanos jugaban el papel de un tacaño y ocasionalmente hacían trampa cambiando de lugar mientras el árbitro estaba distraído (todos los Villanos vestían atuendos idénticos, aparte de sus distinciones en números romanos). Los Villanos hizo un par de apariciones en los programas principales de WCW y PPV como Villano IV haciendo equipo con Konnan y La Parka para derrotar a Juventud Guerrera, Ciclope y Súper Calo en SuperBrawl VII.
También trabajaron en una pelea de ocho hombres en Clash of the Champions XXXV, junto a Psychosis y Silver King contra Juventud Guerrera, Super Calo, Héctor Garza y Lizmark Jr.
Villano IV también luchó en WCW, desenmascarado, bajo el nombre de ring "Ray Mendoza Jr. " (en honor a su padre), muchos años antes de que su hermano Villano V comenzara a usar el nombre en México, conociéndose el nombre de Tomás Díaz Mendoza.

### Circuito independiente (2000-presente)
Después de su paso por WCW, Los Villanos regresaron a tiempo completo a México, donde comenzaron a trabajar para el Consejo Mundial de Lucha Libre (CMLL). Villano IV y V ayudaron a su hermano en la construcción de una historia entre Villano III y Atlantis, una historia que se remonta a 1999, mientras que Villano IV y V todavía trabajaban para WCW. Los dos hermanos estaban en la esquina de Villano III cuando él puso su máscara en la línea contra Atlantis en una lucha de apuestas en el evento Juicio Final. En la noche en que Atlantis derrotó y desenmascaró a Villano III, el primer Villano en ser desenmascarado en el ring. Durante los años siguientes, Los Villanos trabajó para CMLL e hizo apariciones en el circuito independiente mexicano. En 2008, Villano IV actuó como el esquinero de su hermano mayor Villano V cuando comenzó una pelea con el luchador Blue Panther. Villano IV fue el esquinero de la mayor victoria de Apuesta de V al derrotar y desenmascarar a Blue Panther como parte del 75th Aniversario del CMLL.
También estuvo muy involucrado en la historia de V con Último Guerrero a principios de 2009, y vio cómo Villano V fue desenmascarado por Guerrero después de una lucha de apuestas en el Homenaje a Dos Leyendas de 2009. Esto dejó a Villano IV como el único Villano enmascarado vivo. Si bien Villano V trabaja regularmente para CMLL, tanto Villano III como Villano IV aceptaron reservas más independientes.
El 12 de marzo de 2013, AAA anunció que Villano IV volvería a la empresa cinco días después en Rey de Reyes
. Esto marcaría su primera aparición para AAA desde 1996. El 16 de marzo de 2013, se asoció con su hermano mayor Ray Mendoza Jr. para competir en una Ruleta de la Muerte, torneo de perdedores en parejas para conmemorar el retiro de Ray Mendoza Jr. El dúo perdió ante Mil Máscaras y El Mesías en la primera ronda y perdió ante El Texano Jr. y Súper Nova en la segunda ronda, clasificándolos para la final donde el equipo perdedor se vería obligado a desenmascarar (Villano IV) o tener su pelo rapado (Mendoza Jr.).Tras su regreso a AAA, dicha empresa anunció sus festejos del treinta aniversario con una ruleta de la muerte en donde participarían luchadores de la talla de Blue Demon Jr, Último Dragón, Rayo de Jalisco Jr, Canek y LA Park además de los locales Psycho Clown, Pentagón Jr y el propio Villano IV. El 30 de abril del 2022 se llevó a cabo la primera eliminatoria, siendo el Villano IV derrotado por LA Park y enviado a la siguiente ronda ante Psycho Clown; esta siguiente ronda se llevó a cabo el 18 de junio del 2022 en Tijuana, siendo el Villano IV nuevamente derrotado esta vez por Psycho Clown. Finalmente el 15 de octubre del 2022 ense realizará la final de la ruleta celebrada en la arena Ciudad de México, el Villano sería derrotado por Pentagón JR revelando el rostro de Tomás Díaz Mendoza.

## Vida personal
Tomás Mendoza es el quinto hijo y el octavo y último hijo en general de José Díaz Velázquez y Lupita Mendoza. Sus hermanos, como él, se convirtieron en luchadores: José de Jesús (Villano I), José Alfredo (Villano II), Arturo (Villano III), Raymundo Jr. (Villano V) y Thomas. Lupita Mendoza murió en 1986, su segundo hermano mayor José Alfredo murió en 1989, su hermano mayor José de Jesús murió en 2001 y su padre José Díaz murió el 16 de abril de 2003. Díaz insistió en que sus hijos recibieran una buena educación en lugar de convertirse en luchadores, deseando que se conviertan en abogados o médicos, ya que quería evitarles el sufrimiento físico que él mismo experimentó. Una vez que se dio cuenta de que sus dos hijos mayores habían comenzado a luchar con máscaras, aceptó entrenarlos y ayudarlos en sus carreras de lucha. También jugó un papel decisivo en el entrenamiento de sus dos hijos menores, aunque insistió en que ambos obtuvieron títulos universitarios antes de que se les permitiera comenzar a luchar. Desde que Thomas terminó su educación primero se le conoció como "Villano IV", mientras que Raymundo, el segundo hijo más joven, se convirtió en Villano V".

## Campeonatos y logros
- Comisión de Box y Lucha Libre de México, D.F.
  - Campeonato Nacional de Tríos (1 vez) - con Dos Caras & Villano V[12]
  - Campeonato Nacional Atómico (1 vez) - con Villano III, Villano V & Pierroth Jr.[13]
- Asistencia Asesoría y Administración
  - Campeonato de Tríos de las Américas de la AAA (2 veces) - con Villano III & Villano V[14]

- Consejo Mundial de Lucha Libre
  - Torneo Gran Alternativa (2003) – con Alan Stone

- International Wrestling Revolution Group
  - Campeonato Intercontinental de Peso Completo de IWRG (1 vez)
  - Campeonato Intercontinental de Tríos de la IWRG (1 vez) - con Villano III & Villano V[15]

- Universal Wrestling Association
  - Campeonato Mundial en Parejas de la UWA (3 veces) – con Villano V
  - Campeonato Mundial de Tríos de la UWA (4 veces) – con Villano I & Villano V (4)

- Universal Wrestling Entertainment
  - UWE Tag Team Championship (1 vez) – con Ray Mendoza Jr.

- Wrestling Observer Newsletter
  - Peor lucha del año (2015) con Villano III y Villano V vs. Monster Clown, Murder Clown y Psycho Clown en 9 de agosto[16]